# Setagaya Art Museum

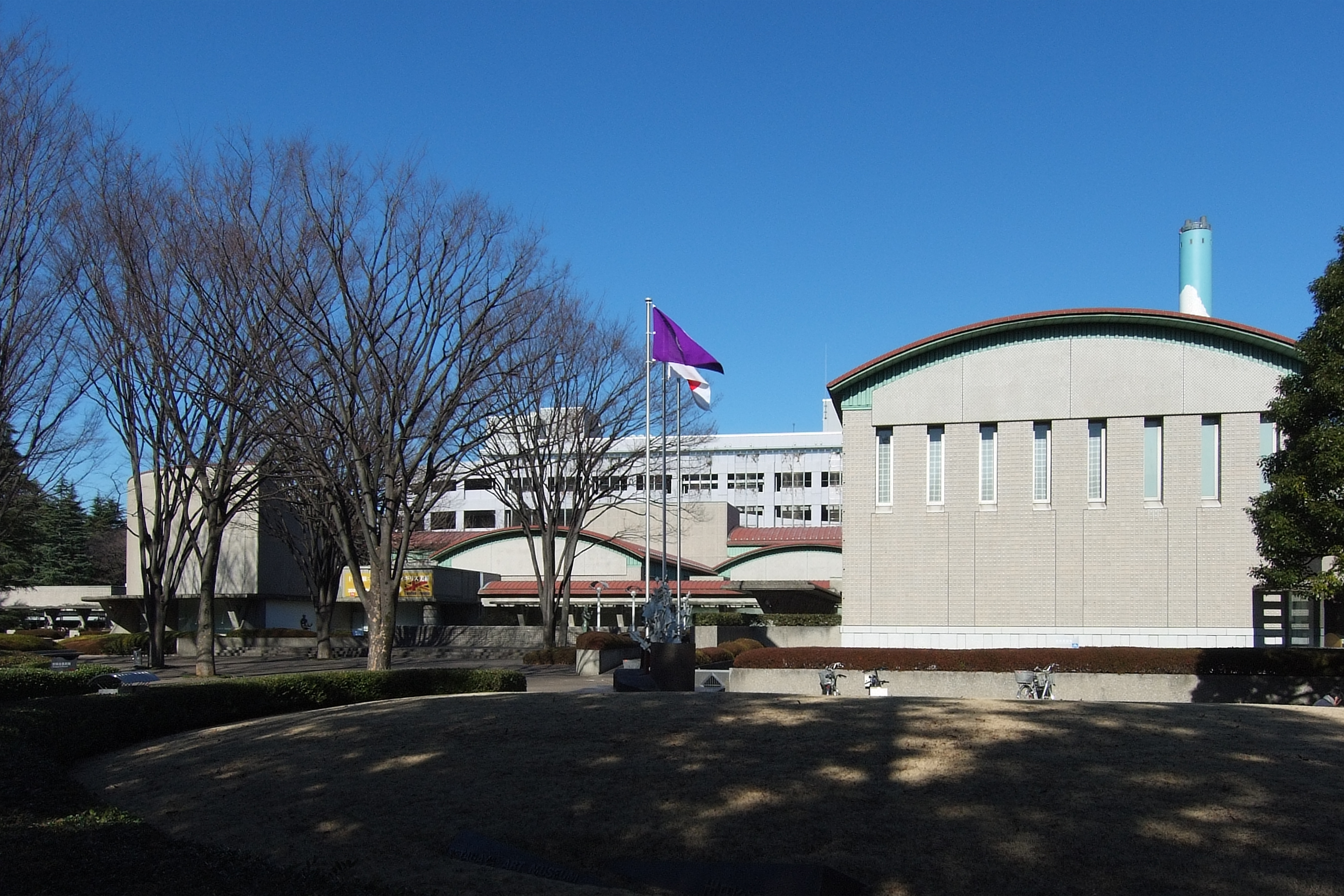
Das Setagaya Art Museum im Bezirk Setagaya, Tokio, Japan. Entwurf Shōzō Uchii, 1986.

Das Setagaya Art Museum (englisch für das 世田谷美術館 Setagaya bijutsukan, deutsch ‚Kunstmuseum Setagaya‘) ist ein Kunstmuseum in Tokio und steht am Rande des Kinuta-Parks im Bezirk Setagaya der japanischen Präfektur Tokio. Entworfen wurde es vom japanischen Architekt Shōzō Uchii. Die Eröffnung fand am 30. März 1986 statt.

## Sammlung
Die Sammlung umfasst etwa 16.000 Kunstwerke aus Japan und dem Ausland. Den Grundbestand bilden Werke der naiven Kunst sowie Werke von Künstlern aus Setagaya. Vom japanischen Kunsttöpfer und Gourmet Kitaōji Rosanjin besitzt das Museum eine umfangreiche Sammlung.
Weitere Künstler in der Sammlung sind Henri Rousseau, Orneore Metelli, Louis Vivin, Jean-Michel Basquiat, Yokoo Tadanori, Takayama Tatsuo, Mukai Junkichi, Nambata Tatsuoki, Chūryō Satō, Komai Tetsuro und Künstler aus Gugging.

## Außenstellen des Setagaya Art Museums

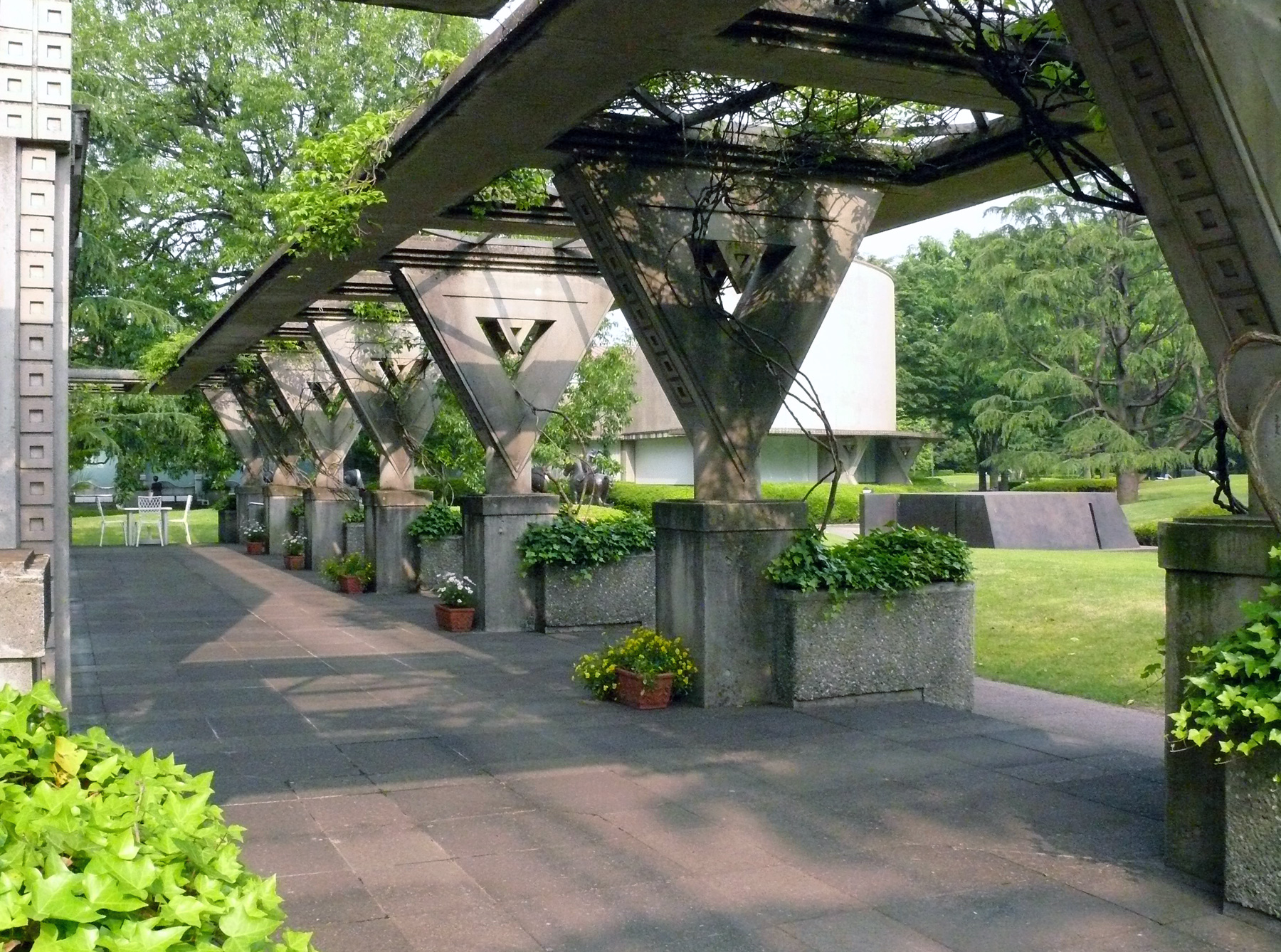
Pergola, Setagaya Art Museum.

In Setagaya gab und gibt es zahlreiche Künstlerateliers. Drei Ateliers, die einen besonderen Bezug zu Setagaya haben, sind Außenstellen des Setagaya Art Museums mit jeweils eigenem Schwerpunkt.

### Atelier von Junkichi Mukai
Der Maler Mukai Junkichi gestaltete sein Wohnatelier zu Lebzeiten in ein Museum um und schenkte es dem Bezirk Setagaya zusammen mit rund 650 seiner Ölgemälde und Zeichnungen. Das Gebäude wurde im Juli 1993 als Museum eröffnet. 

### Taiji Kiyokawa Gedenk-Galerie
Die Taiji Kiyokawa Gedenk-Galerie ist dem Künstler Kiyokawa Taiji gewidmet. Sie wurde 1995 gegründet und nach der Renovierung von Atelier und Wohnsitz im November 2003 als Museumserweiterung eröffnet. Kiyokawas Werke werden hier in Sammelausstellungen präsentiert. Die Einrichtung beherbergt auch eine Galerie, in der die Bewohner von Setagaya ihre eigenen künstlerischen Arbeiten ausstellen können.

### Saburo Miyamoto Gedenk-Museum
Dieses Museum wurde im April 2004 als Erweiterung des Setagaya Art Museums eröffnet. Es ist dem Maler Miyamoto Saburo gewidmet, der viele Jahre in dieser Gegend ansässig war.